# Детари, Лайош
Ла́йош Де́тари (венг. Détári Lajos; род. 24 апреля 1963 года, Будапешт) — венгерский футболист-полузащитник и футбольный функционер. Лучший футболист года Венгрии (1985), Греции (1989), Швейцарии (1994).

## Биография
Воспитанник футбольной школы клуба «Гонвед», за который выступал позднее. В 1980 году был переведён в первую команду и подписал свой первый профессиональный контракт. Тренировался у Имре Коморе.
Трёхкратный чемпион Венгрии (1984, 1985, 1986) и обладатель Кубка (1985). В 1987 году перешёл в немецкий клуб Айнтрахт за 3 600 000 дойчмарок. Обладатель кубка Германии (1988), забил победный гол в финале кубка.
Летом 1988 года получил приглашение президента ФК Олимпиакос Пирея Коскотаса перейти в его клуб. Антрахт получил за него сумму, эквивалентную 8 700 000 млн евро (около 3 млрд греческих драхм), этот контракт стал вторым по стоимости в мире после контракта Диего Марадоны (перешедшего в 1984 году из Барселоны в Наполи за 13 000 000 евро). С Олимпиакосом выиграл Кубок Греции в 1990 году. Финансовые проблемы в клубе не позволили ему добиться большего. В 1990—1994 годах (с кратковременным перерывом в 1993 году на выступления за венгерский клуб Ференцварош) играл в Италии («Болонья», «Анкона», «Генуя»), но никаких титулов не выиграл. В 1994 году отправился в Швейцарию, в клуб Ксамакс, за который выступал до 1996 года. Годы 1996—1998 провёл в Австрии, после возвратился в Венгрию и 2000 году завершил карьеру игрока.
Прощальный матч сыграл за границей, что вызвало возмущение в венгерском обществе

## Личная жизнь
Жена — Андреа Коморе